# جيانكارلو نيري
جيانكارلو نيري (بالإيطالية: Giancarlo Neri)‏ هو لاعب كرة قدم ونحات إيطالي، ولد في 1955 في نابولي في إيطاليا. لعب مع نيويورك أبولو ‏.